# 乔治·琼斯 (歌手)
乔治·琼斯（英語：George Jones，1931年9月12日—2013年4月26日），美国乡村音乐歌手，自1950年代起开始享誉美国流行乐坛，艺术生涯长达50余年，一生中有150多首乐曲登上美国乡村音乐榜。1992年跻身乡村音乐名人堂，2012年获格莱美终身成就奖。

## 生平
1931年9月12日，乔治·琼斯生于美国德克萨斯州哈丁县，长于橙县。七岁时，琼斯从父母送他的收音机中第一次听到乡村音乐，九岁时得到第一把吉他，之后不久便开始在德克萨斯州博蒙特的街头卖艺赚钱。
12岁时，琼斯来到杰斯帕县做电台歌手，1949年，著名乡村音乐歌手汉克·威廉斯遇到琼斯，并劝说年轻的琼斯更应展示自己的特点而不要一味模仿Roy Acuff等一些流行歌手。
19岁时，琼斯与Dorothy Bonvillion结婚，但很快即在他们的女儿出生前离婚。朝鲜战争爆发后，琼斯加入美国海军陆战队，但未赴前线，自1950年入伍后一直在加利福尼亚州服役。
1953年退伍后，琼斯签约了唱片公司Starday Records，1954年，他发行了第一首单曲 No Money in This Deal，同年琼斯与第二任妻子Shirley Corley结婚。
2013年4月26日，因病于田纳西州纳什维尔逝世。